# الخضيرة (حيفا)
الخضيرة (بالعبرية: חֲדֵרָה، ت.ح. 'حديرا') هي مدينة تقع في منطقة حيفا في إسرائيل في سهل شارون الشمالي، حيث تقع تقريباً في منتصف الطريق بين تل أبيب وحيفا. أوجدت المدينة على شكل قرية أقامها يهود مهاجرون من أوروبا الشرقية من جماعة أحباء صهيون عام 1891م بعد أن اشترى الأرض الناشط اليهودي يهوشوا هانكين من أفندي مسيحي يدعى سليم خوري حيث كانت الأرض المحيطة بالقرية مستنقعات في حين أن سكانها كانوا من البدو والرعاة العرب الذين يقوا يرعون مواشيهم في أرض القرية في حين تخللت علاقتهم مع اليهود فترات غير مستقرة. يقع في قلب المدينة كنيس يهودي وإلى جانبه بقايا خان عربي قديم الذي استخدم كسكن أولي للمستوطنين الأوائل في القرية.

## ديمغرافيا

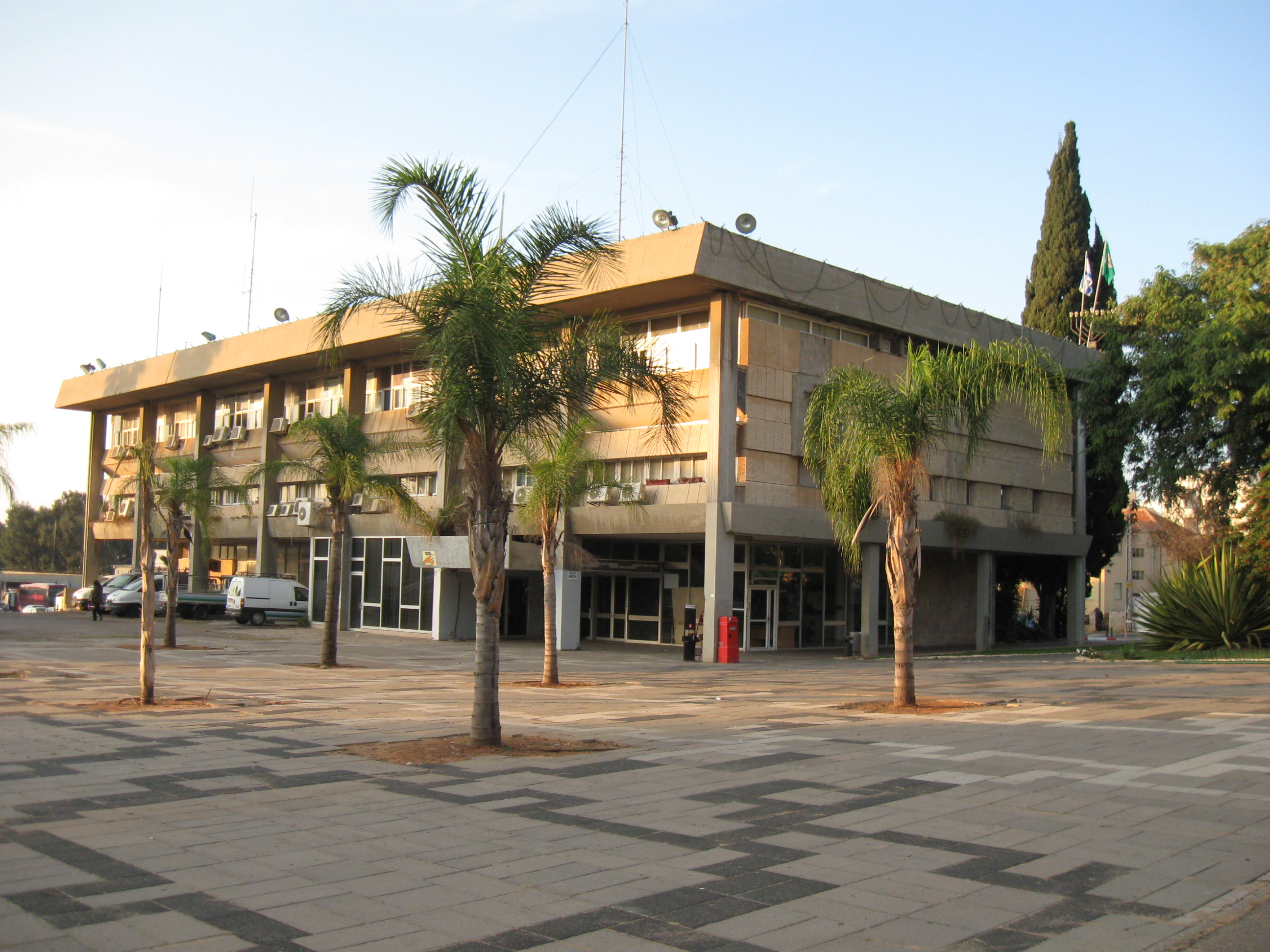
قاعة مدينة الخضيرة

وفقًا لدائرة الإحصاء المركزية الإسرائيلية، اعتبارًا من أكتوبر 2013، بلغ عدد سكان الخضيرة 91.634 نسمة، وهو ما ينمو بمعدل سنوي قدره 1.2%. اعتبارًا من عام 2003، بلغت الكثافة السكانية للمدينة 1.516.6 نسمة لكل كيلومتر مربع. من بين سكان المدينة البالغ عددهم 91.634 نسمة في عام 2013، كان هناك ما يقرب من 23,407 مهاجرًا، أغلبهم من إثيوبيا.
متوسط العمر في الخضيرة هو 32.8، مع 23200 شخص يبلغون من العمر 19 عامًا أو أقل، و12.1٪ بين 20 و 29، و 14100 بين 30 و 44، و 17600 من 45 إلى 64، و 9700، 65 أو أكبر. اعتبارًا من عام 2007 ، كان هناك 37500 من الذكور و 39200 من الإناث.
في عام 2003، كان أغلب سكان المدينة هم من اليهود ويسكنها أيضاً عائلات عربية مسلمة حيث لا تتعدى نسبتهم الخمسة آلاف نسمة، حيث كان التركيب العرقي 93.2٪ يهود و0.8٪ عرب و6.0٪ آخرون. في عام 2000، كان هناك 27920 عاملاً بأجر ثابت و1819 عاملاً لحسابهم الخاص. كان متوسط الأجر الشهري في عام 2000 للعامل بأجر ثابت 5135 شيكلًا ، وهو تغيير حقيقي بنسبة 8.0٪ طوال عام 2000. كان متوسط الأجر الشهري للذكور العاملين بأجر ثابت 6607 شيكلًا (تغيير حقيقي بنسبة 9.0٪) مقارنة بـ 3598 شيكلًا للإناث (تغيير حقيقي بنسبة 3.1٪). كان متوسط الدخل للعاملين لحسابهم الخاص 6584. تلقى ما مجموعه 1752 شخصًا إعانات بطالة وتلقى 6753 شخصًا مكملات الدخل. في عام 2019، بلغ إجمالي عدد السكان 97334، منهم 91.8٪ يهود و0.9٪ عرب.

## التاريخ
في الأعوام 1880-1882، في أعقاب مذابح اليهود في روسيا في الفترة من أبريل 1881 إلى مايو 1882 في الجزء الجنوبي الغربي من الإمبراطورية الروسية (بشكل رئيسي في الأجزاء الحالية من أوكرانيا) بعد اغتيال القيصر ألكسندر الثاني، تأسست حركة "أحباء صهيون" بهدف الحصول على الأراضي للاستيطان في أرض فلسطين. تم شراء 30 ألف دونم، ما يعد حينها أكبر عملية استحواذ على الأراضي للاستيطان في البلاد من خمسة ممثلين عن جمعيات أحباء صهيون من ليتوانيا ولتفيا بأموال يهوشوا هانكين.
تروي وثيقة نادرة من الأرشيف العثماني تعود للعام 1893 تحكي قصة بيع أملاك المسلمين لليهود من ضمها قصة بيع في بلدة الخضيرة ودردارة والنفيعات. وقد رفعها نفر من أهالي البلقاء (شرق الأردن) وحيفا (فلسطين) وبيروت (لبنان) إلى السلطان العثماني ويحذرون فيها من تسرب الأراضي العربية في فلسطين إلى اليهود «الأجانب» بتواطؤ من بعض الولاة والمسؤولين والاقطاعيين:
في عام 1890 بتوسط من موسى خانكر وماير زبلون اليهوديين الروسيين المقيمين في بلدتي يافا وحيفا وهما من رجال البارون هيرش، اتفق متصرف عكا صادق باشا عندما كان قائمقاما ومتصرفا هناك مع قائمقام حيفا السابق مصطفى القنواتي، والحالي أحمد شكري ومفتي عكا علي أفندي ورئيس بلدية حيفا مصطفى أفندي وعضو مجلس الإدارة نجيب أفندي على إدخال وقبول مائة وأربعين عائلة يهودية طردوا من الممالك الروسية في قضاء حيفا، وعلى بيع الأراضي التي يملكها والي أضنة السابق وشقيق المتصرف المشار شاكر باشا وسليم نصر الله خوري من أهالي جبل لبنان حيث كانوا اشتروها بألف وثمانمائة قطعة ورقية من فئة المائة في الخضيرة والدردارة والنفيعات لليهود المذكورين بثمانية عشر ألف ليرة، مع إعطاء المأمورين المذكورين ألفي ليرة مقابل تعاونهم لتحقيق ذلك. وبعد ذلك وفي إحدى الليالي أنزل اليهود المذكورون من السفينة إلى الساحل تحت إشراف مأمور البوليس في حيفا عزيز ومأمور الضابطة اليوزباشي علي آغا، وتم توزيعهم في نواحي القضاء. ثم قام رئيس بلدية حيفا مصطفى أفندي دون أن تكون له أي صلاحية بتنظيم رخص مزورة بتاريخ قديم وإحداث مائة وأربعين منزلا إلى الأراضي المذكورة وتحويلها على قرية وإسكان اليهود فيها وتنظيم سجل ضريبي قبل أن يكون هناك أي شيء وإعطاء هؤلاء اليهود صفة رعايا الدولة العثمانية من القدم ويقيمون في تلك القرية.
ولم يبق الأمر عند هذا الحد بل كان الادعاء بأن هؤلاء كانوا من أتباع الدولة العثمانية وولدوا في قضائي صفد وطبريا ويقيمون في القرية المعروفة بمزرعة الخضيرة، وأنهم لم يكونوا مسجلين في سجلات النفوس، فأجريت بحقهم معاملة المكتومين، وتحصيل غرامة قدرها مجيدي أبيض واحد (أي ست مجيديات) من كل من له القدرة على الدفع، وإعفاء من لا يملك القدرة على الدفع، واكتملت المعاملة بأسرها في يوم واحد فأصبحت لهم صفة قدماء الأهالي فيها. وقبض وكيل المشار إليه شاكر باشا مفتي عكا علي أفندي وسليم نصر الله خوري من جبل لبنان ثمانية عشر ألف ليرة قيمة بيع تلك الأراضي.
رغم جودة الأرض المنخفضة ومعظمها مستنقعات. كان السكان الوحيدون قبل الشراء هم عدد قليل من العائلات التي تربي جاموس الماء وتبيع قصب البردي. تعهد هانكين بتجفيف جميع المستنقعات الموجودة على هذه الأراضي وتقرر إيداع أموال الأراضي وكذلك سندات ملكية الأرض لدى زئيف تيومكن حتى التجفيف. لم يلتزم هانكين بكلمته، ومع ذلك فقد تلقى منه المال والسندات. أخيرًا، بعد المفاوضات مع الحاخام موشيه مردخاي إبشتاين، الذي كان ممثل هذه الجمعيات، نقل هانكين معظم الأراضي إلى الحاخام إبشاتين، لكنه ترك بعض الأرض لنفسه.
تأسست الخضيرة في 24 يناير 1891، في نهاية القرن التاسع عشر، كانت منطقة الخضيرة مأهولة بثلاث مجموعات من المهاجرين: الشركس والبشناق واليهود الروس. انضم هؤلاء المستعمرون العابرون للحدود إلى ما كان على حد تعبير روي ماروم، "سهلًا ساحليًا ذا كثافة سكانية منخفضة يسكنه ناطقون بالعربية من فلاحي المرتفعات والرُحل ذوي الأصول التركمانية والنوبية والمصرية ومن شبه الجزيرة العربية". ويشير ماروم أيضًا إلى أنه في عام 1871 قامت السلطات العثمانية بتفتيش خربة الخضيرة، ووجدتها "خالية من السكان وتفتقر إلى الفلاحين المقيمين الذين يحق لهم شرائها مقابل دفع رسوم تسجيل الأراضي". فاشترى سليم الخوري التاجر المسيحي اللبناني من حيفا الخضيرة مع 3000 هكتار من الأراضي، وأنشأ أرضًا زراعية بين الآثار، ثم باع الخوري الخضيرة إلى يهوشوا هانكين (1864-1945) في عام 1890.
عاش المستوطنون اليهود الأوائل في مبنى يعرف باسم الخان وهو مبنى عثماني كان في أراضي المستوطنة وموجود حتى يومنا كموقع تراثي تاريخي للمستوطنة بالقرب من الكنيس الرئيسي في الخضيرة. السكان كانوا عبارة عن عشر عائلات وأربعة حراس. في عام 1896، دفع البارون إدموند جيمس دي روتشيلد أجر "مئات من العمال السود" من مصر "لحفر الخنادق الواسعة والعميقة" اللازمة لتجفيف المستنقعات. لقد ماتوا بالكثير منهم. تكشف شواهد القبور القديمة في المقبرة المحلية أنه من بين السكان البالغ عددهم 540، توفي 210 بسبب الملاريا. وكان حراس هاشومير يحرسون الحقول لمنع هجمات البدو المجاورين.
في عام 1891، نشرت صحيفة هاور (أعيدت تسميتها فيما بعد ها-دير) مقالًا: "معظم الأشخاص الذين استقروا هناك أصيبوا بحمى شديدة، وقلوب أصحاب الأراضي مريرة جدًا ويرغبون في بيع ممتلكاتهم ولا يوجد المشتري. ونتيجة لذلك، غادر معظم السكان المستعمرة مؤقتًا، واستولى الشراكسة من المنطقة المحيطة على أراضي. ومع عودة اليهود، رفض الشراكسة إعادة الأراضي إليهم، ونشبت المشاجرات بشكل متكرر بين المستوطنين والشركس حول النزاع على الأرض. وفي عام 1910، تم التحكيم بين الشراكسة وفلاحي المستعمرة، وتقرر إعادة الأراضي باستثناء جزء بسيط منها، والذي كان الشركس قد بنى عليه المنازل بالفعل. لكن هذا لم ينه الاشتباكات، واندلعت معركة أخرى على قطعة الأرض التي تبلغ مساحتها 20 دونمًا في أوائل عام 1914.
وبحلول أوائل القرن العشرين، أصبحت الخضيرة المركز الاقتصادي الإقليمي، في عام 1913، ضمت المستوطنة أربعين أسرة، بالإضافة إلى الحقول وكروم العنب، بمساحة تزيد على 30 ألف دونم.
في تعداد فلسطين عام 1922 الذي أجرته سلطات الانتداب البريطاني على فلسطين، كان عدد سكان الخضيرة 540 نسمة؛ منهم 89 مسلمًا ومسيحيًا واحدًا و450 يهوديًا. نمت الخضيرة بشكل مطرد منذ عام 1948، عندما بلغ عدد سكان المدينة 11800 نسمة. في عام 1955، تضاعف عدد السكان تقريبًا إلى 22500 نسمة. في عام 1961 ارتفع إلى 25600 نسمة، وفي عام 1972 إلى 32200 نسمة، وفي عام 1983 إلى 38700 نسمة.
. تم حل النزاعات على الأراضي في المنطقة بحلول ثلاثينيات القرن العشرين، وارتفع عدد السكان إلى 2002 نسمة في عام 1931. تم تقديم التعليم المجاني في المدينة في عام 1937 في جميع المدارس باستثناء مدرسة الهستدروت.

## مدن شقيقة
- ألمانيا نورنبرغ منذ عام 1995م.
- الولايات المتحدة سانت باول في ولاية مينيسوتا الأمريكية منذ عام 1981م[بحاجة لمصدر]
- الولايات المتحدة، إل باسو (2015)[10]
- فرنسا، بزنسون
- روسيا الاتحادية  داغستان مدينة دربند.
- البرتغال بلدة تومار.[11]
- الصين، ريتشاو.

## أعلام
- شيمون شتاين
- موشيه كحلون
- رفيتال سويد
- شالومي يوسف ازوالي
- يواف زيف
- عزرا دانين